# Editorial Juventud
La Editorial Juventud fue fundada en Barcelona en 1923 por José Zendrera Fecha y continúa activa en la actualidad.

## Historia
Como su propio nombre indica, comenzó especializándose en literatura juvenil e infantil. La hija del fundador, Conchita Zendrera Tomás, que dirigió el departamento infantil durante cuarenta años, consiguió los derechos de autores tan populares como Enid Blyton (Los Siete Secretos, Los Cinco), Zane Grey y James Oliver Curwood, cuya fama contribuyó a extender, y colecciones tan famosas como los álbumes de historietas de Tintín (por cuyos derechos tuvo que pleitear).
Fue la primera editorial en traducir Peter Pan de J. M. Barrie (1925) e hizo accesibles obras de tanto alcance como Heidi, de Johanna Spyri; Pippi Calzaslargas, de Astrid Lindgren; Emilio y los detectives, de Erich Kästner; Alicia en el País de las Maravillas, de Lewis Carroll; Mary Poppins, de P. L. Travers, o los cuentos clásicos de Andersen y los hermanos Grimm. Algunos de sus libros infantiles como Cuentos por teléfono de Gianni Rodari o los álbumes Stelaluna, Sopa de Calabaza, El oso que amaba los libros, o El cazo de Lorenzo se han convertido en pequeños best-sellers del mundo infantil.
Introdujo en España el álbum ilustrado para niños con artistas como Arthur Rackham, Mabel Lucie Attwell, Torben Kuhlmann, François Roca, Roberto Gonsalves, Pau Estrada, Albert Asensio, Ángel Domínguez, Joan Junceda, Mercedes Llimona, Joan Llaverías, Lola Anglada... y autores como Helen Cooper, David Wiesner, Jerôme Ruillier, Peter Schössow…).
La editorial se diversificó especializándose en temas náuticos, publicando relatos de hazañas de los grandes navegantes pioneros (Joshua Slocum, Bernard Moitessier, Sir Francis Chichester, Vito Dumas…) con el tiempo convertidos en libros de referencia; en la actualidad sigue esta línea publicando libros de navegantes contemporáneos (Julio Villar, Ellen MacArthur, Albert Bargués, Eduardo Rejduch de la Mancha, Juan Antonio Martín Cuadrado). 
También se dedicó a la literatura didáctica, destacando en especial sus colecciones de biografías (con autores como Stefan Zweig, Emil Ludwig, Axel Munthe, Hillaire Belloc, André Maurois, etc.),  varios diccionarios y las traducciones de clásicos grecolatinos encomendadas casi siempre a Vicente López Soto.
Fue precursora de las colecciones de libros de bolsillo en rústica (Colección Z de libros de bolsillo). Publicó novelas para adultos de populares autores españoles como Juan Francisco Muñoz y Pabón, Rafael Pérez y Pérez, María Mercedes Ortoll, Concha Linares-Becerra, Luisa-María Linares o la galardonada María Sepúlveda. Se considera que su colección "La Novela Rosa" fue la que consolidó el nombre del género novela rosa.
Se constituyó como sociedad anónima en 1966, se extendió por toda Hispanoamérica y creó el premio homónimo «Editorial Juventud» y el Premio Literario Nostromo de literatura marítima publicado con la Asociación Amigos de Nostromo y el Museo Marítimo de Barcelona, dotado con 6000 euros. En la actualidad la dirige el nieto del fundador, Luis Zendrera.
En el año 2023, recibió el Premio Nacional a la Mejor Labor Editorial Cultural, "por ser un referente en el mundo editorial español al haber sabido trasladar el amor a los libros a través de obras universales con las que se identifican varias generaciones de lectores".